# Соневидный хомячок
Соневидный хомячок (Nyctomys sumichrasti) — это единственный вид в монотипическом роде Nyctomys из подсемейства Tylomyinae в семействе Cricetidae, обитающий от южной Мексики до Панамы. Видовое латинское название дано в  честь коллекционера типового экземпляра. Ближайшим родственником соневидного хомячка, вероятно, является юкатанский соневидный хомячок (Otonyctomys hatti), похожий, но немного меньший вид с полуострова Юкатан. 

## Описание
Соневидный хомячок — относительно небольшая крыса, взрослая крыса длиной от 10 до 13 см (от 3,9 до 5,1 дюйма), не считая хвоста, который лишь немного короче. Самцы и самки примерно одинакового размера, оба весят от 220 до 245 г (от 7,8 до 8,6 унций). Это одна из наиболее ярко окрашенных крыс с красноватой или оранжевой спиной и кремово-белой нижней частью. У крыс толстая шкура из мягкого меха, простирающаяся по всей длине хвоста и отсутствует только на подошвах ног. Глаза относительно большие и окружены узким кольцом черных волос, усы длинные, а уши маленькие. 
Чтобы облегчить лазание, когти сжаты и изогнуты, а первый палец на каждой ступне похож на большой палец.

## Распространение и подвиды

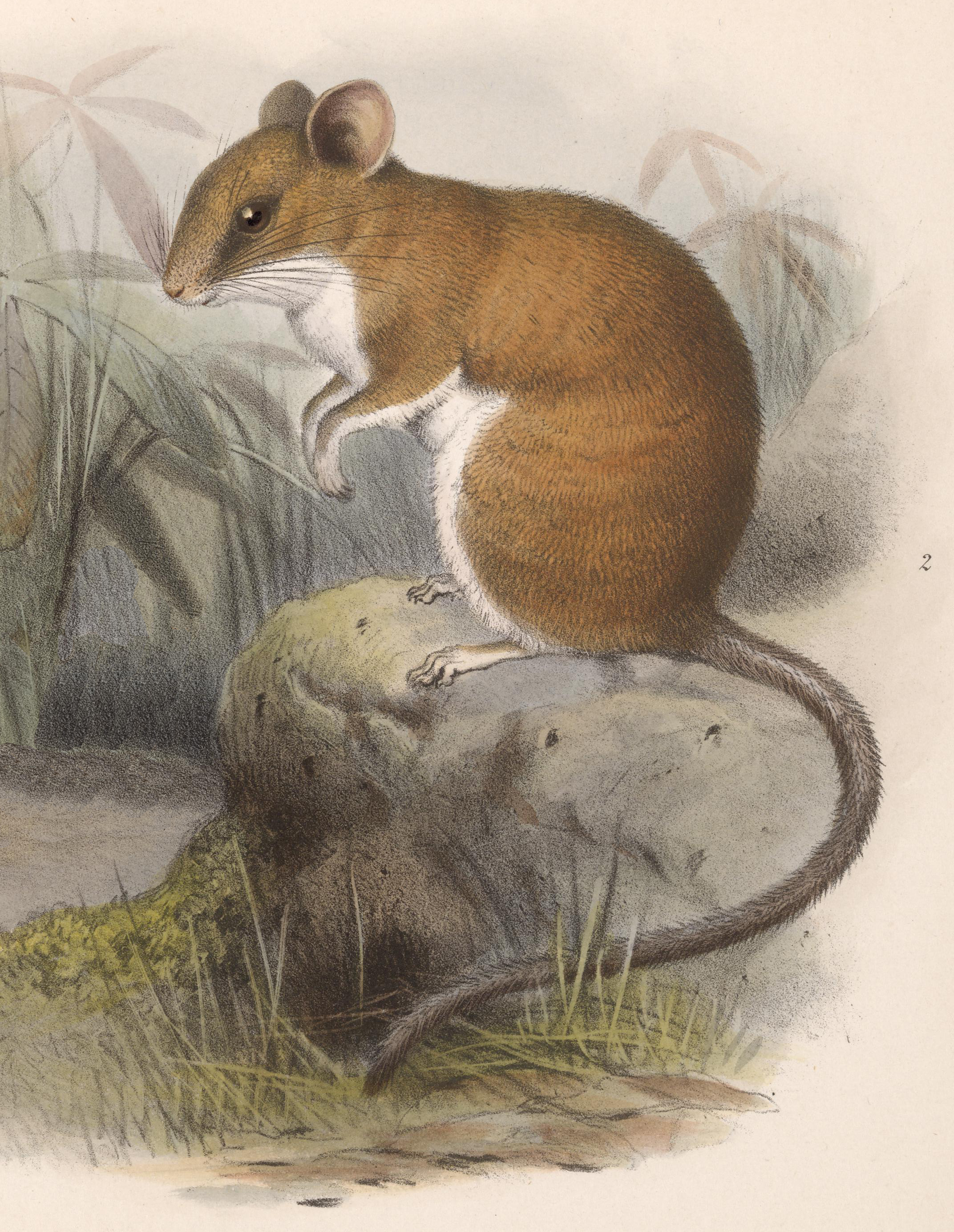
Соневидный хомячок, литограф J. Smit, 1882.

Соневидный хомячок обитает на юге Халиско и Веракруса в Мексике, на большей части Центральной Америки, за исключением Юкатана, и на востоке до центральной Панамы. Он встречается в вечнозеленых и полулистопадные лесах по всему этому ареалу, на высоте от уровня моря до 1600 м. В настоящее время известно девять подвидов: 
- N. s. sumichrasti — южный Веракрус, Мексика
- N. s. colimensis  — от Халиско до Оахаки, Мексика
- N. s. costaricensis — южная Коста-Рика
- N. s. decolorus — южный Белиз и восточная Гватемала в Гондурас
- N. s. florencei — южный Гондурас и западная Никарагуа
- N. s. nitellinus — от востока Коста-Рики до центральной Панамы
- N. s. pallidulus — южный Табаско и западный Чьяпас
- N. s. salvini — восточный Чьяпас и южная Гватемала
- N. s. venustulus — восточная Никарагуа

## Биология и поведение
Соневидный хомячок ведёт древеный образ жизни и строит гнезда из веток и листьев. Они редко передвигаются по земле, предпочитая оставаться в средней и верхней частях лесного полога на высоте от 3 до 22 м над поверхностью земли. Они строят свои гнезда в дуплах деревьев или в развилках ветвей, создавая неряшливую кучу (массив) материала с полой центральной полостью около 10 см  в поперечнике, часто строя их поверх старых гнезд, так что со временем образуется серия из нескольких слоев. 
Он ведет ночной образ жизни и растительнояден, ест фрукты и семена, хотя, как сообщается, поедает небольшое количество ночных бабочек. Любимая пища включает плоды фикусов (инжир) и семена таких растений, как Jacquinia pungens и бурачники. В Коста-Рике также было замечено, что они едят ядовитые листья растения Daphnopsis americana, избегая при этом центральной части листа и выбирая только молодые листья. В поисках пищи они следуют по установленным маршрутам по ветвям и контролируют индивидуальный участок  около 70 м  в поперечнике. Вынужденный перемещаться по земле двигается медленно. Во время питания или ухода за шерстью совершает медленные стереотипные движения. Но на деревьях эти хомяки весьма подвижны, при перемещениях быстро и постоянно подергивают вибрисами и прядают ушами. 
В лабораторных условиях крысы остаются в семейных группах, состоящих из половых партнёров, но нетерпимы к посторонним, часто нападая на них. Было замечено, что они издают высокое по тону, музыкальное щебетание и трели, тогда как самцы могут ещё  издавать более низкое ворчание по отношению к своим постоянным самкам-партнерам.

## Размножение
Спаривания происходят в течение всего года. Беременность длится от 30 до 38 дней, самка рожает от одного до трёх детенышей в выводке. Молодняк выращивается в гнезде, построенном обоими родителями, хотя самец обычно остается вне гнезда в течение первых семи дней после рождения молодых. При рождении детеныши имеют длину около 8 см (3,1 дюйма) и весят 4,5 г (0,16 унции). Изначально они слепые, покрыты лишь частично шерстью и остаются прикрепленными к соскам матери в течение большей части первых двух недель, хотя они могут ползать с двухдневного возраста. Их отлучают от кормления молоком примерно через три недели, а их глаза открываются через пятнадцать-восемнадцать дней.
Соневидные хомячки становятся половозрелыми примерно в 75-дневном возрасте и живут в неволе до пяти лет.